# Liste des voies du Havre
Cette page présente la liste des voies du Havre, en Seine-Maritime en France.

## 1 à 9
- Rue des 2 Frères
- Allée des 3 Vallons
- Rue du 4 Septembre
- Avenue du 8 Mai 1945
- Impasse du 11 Novembre
- Rue du 11 Novembre
- Passage des 15 Maisons
- Avenue du 16e Port
- Rue du 19 Mars 1962
- Chaussée du 24e Territorial
- Rue du 129e Rgt d'Infanterie
- Rue du 329e Rgt d'Infanterie

- Haut – A
- B
- C
- D
- E
- F
- G
- H
- I
- J
- K
- L
- M
- N
- O
- P
- Q
- R
- S
- T
- U
- V
- W
- X
- Y
- Z

## A
- Rue de l'Abbaye
- Rue Abbé Alexandre
- Rue Abbé de l’Épée
- Rue Abbé Herval
- Rue de l’Abbé Lemire
- Rue Abbé Montier
- Rue de l'Abbé Perier
- Rue Abbé Varignon
- Quai des Abeilles
- Rue des Abeilles
- Rue des Abricotiers
- Rue des Acacias
- Rue Adèle Robert
- Passage Adolphe Martin
- Rue Adrienne Lecouvreur
- Impasse des Aigrettes
- Impasse Aimable Leblond
- Rue Aimable Leblond
- Rue de l'Air Pur
- Passage d'Aix
- Rue d'Aix
- Rue des Ajoncs
- Rue Alain-Bombard
- Sente Alain Fournier
- Passage Alain Gerbault
- Rue des Albatros
- Boulevard Albert 1er
- Rue Albert André Huet
- Rue Albert Anquetil
- Rue Albert Brenet
- Rue Albert Camus
- Rue Albert Copieux
- Impasse Albert Glatigny
- Rue Albert Herrenschmidt
- Rue Albert-Marie-Anthiaume
- Allée Albert Marquet
- Rue Albert Nodon
- Place Albert René
- Rue Albert Samain
- Rue d'Albion
- Rue d'Alembert
- Rue Alexandre
- Rue Alexandre Bouteleux
- Rue Alexandre Dictus
- Rue Alexandre Dumas
- Rue Alexandre Durand
- Rue Alexandre Ribot
- Rue Alfred de Musset
- Rue Alfred de Vigny
- Rue Alfred Nobel
- Rue Alfred Sisley
- Rue Alfred Thillard
- Rue d'Alger
- Rue de l'Alliance
- Rue de l'Alma
- Rue des Alouettes
- Impasse Alphonse Allais
- Rue Alphonse Daudet
- Place Alphonse Martin
- Passage Alphonse Saladin
- Rue Alphonse Tourres
- Impasse d'Alsace
- Rue d'Alsace
- Allée Amand Agasse
- Rue Amand Agasse
- Impasse Ambroise Croizat
- Rue Ambroise Croizat
- Impasse Ambroise Paré
- Rue Ambroise Thomas
- Rue Amédée Cazavan
- Avenue Amiral du Chillou
- Rue Amiral Courbet
- Rue Amiral de Coligny
- Boulevard Amiral Mouchez
- Rue Ampère
- Rue Anatole France
- Passage Ancel
- Rue André Bourvil
- Allée André Breton
- Rue André Caplet
- Rue André Carrette
- Rue André de Chenier
- Rue André Dudot
- Allée André Duparc
- Rue André Gide
- Rue André Maginot
- Passage André Maury
- Passage André Messager
- Rue André Messager
- Sente André Robin
- Rue André Siegfried
- Rue André Vimbert
- Rue Andrei Sakharov
- Rue Anfray
- Quai des Antilles
- Rue Antoine de Saint Exupery
- Quai d'Anvers
- Avenue d'Aplemont
- Rue d'Aplemont
- Rue d'Apres Mannevillette
- Rue des Araucarias
- Passage Arcade Noury
- Rue d'Arcole
- Rue Aristide Briand
- Impasse Armand Barbès
- Rue Armand Barbès
- Rue Armand Carrel
- Rue Armand Hiaux
- Rue d'Armenonville
- Rue Arquis
- Avenue d'Arromanches
- Quai de l'Arsenal
- Rue Arthur Honegger
- Allée Arthur Rimbaud
- Impasse Arthur Rimbaud
- Rue de l'Artois
- Allée des Asphodeles
- Quai de l'Atlantique
- Rue de l'Atlas
- Impasse Attagnant
- Rue des Aubépines
- Passage Aubourg
- Rue Audran
- Rue Auguste Blanqui
- Quai Auguste Brostrom
- Rue Auguste Comte
- Rue Auguste Constant Guerrier
- Rue Auguste Delaune
- Rue Auguste Dollfus
- Rue Auguste Rispal
- Rue Augustin Normand
- Impasse des Augustins
- Rue des Aulnes
- Rue d'Austerlitz
- Allée d'Auteuil
- Rue Aux Moines
- Rue de l'Avenir
- Rue de l'Aviateur Guerin
- Impasse de l'Aviation
- Rue de l'Aviation
- Rue Averroes
- Allée d'Avranches

- Haut – A
- B
- C
- D
- E
- F
- G
- H
- I
- J
- K
- L
- M
- N
- O
- P
- Q
- R
- S
- T
- U
- V
- W
- X
- Y
- Z

## B
- Rue Babeuf
- Impasse Balard
- Rue de Balzac
- Rue Baptiste Marcet
- Rue de Bapaume
- Rue Bara
- Impasse Barbey
- Impasse Baron
- Terre-plein central* Terre-plein de la Barre
- Impasse Barrois d'Orgeval
- Impasse Basley
- Rue du Bastion
- Impasse Baudelaire
- Rue Baudin
- Rue Bayard
- Place de Bayonvillers
- Rue de Bayonvillers
- Escalier Beasley
- Rue du Beau Panorama
- Rue Beau Séjour
- Impasse du Beau Site
- Rue du Beau Site
- Rue Beau Soleil
- Rue Beaulieu
- Allée Beaumanoir
- Rue Beaumarchais
- Place Beauvallet
- Rue Beethoven
- Impasse Begouen
- Rue Begouen
- Rue Belain d'Esnambuc
- Allée de Belfort
- Rue de Belfort
- Passage Bella Vista
- Impasse Bellenger
- Impasse de la Belle Étoile
- Rue de la Belle Étoile
- Rue Bellefontaine
- Rue Bellevue
- Rue Belloncle
- Rue Bellot
- Rue Benjamin Normand
- Rue Benoit Malon
- Rue Béranger
- Rue Bereult
- Impasse Berlioz
- Rue Bernard Esdras Gosse
- Rue Bernard Lachevre
- Rue Bernard Maletras
- Rue Bernard Ouf
- Rue Bernard Palissy
- Rue Bernardin de Saint Pierre
- Allée Bernaudat
- Rue Berthelot
- Rue Bertolt Brecht
- Rue Bichat
- Rue de la Bigne A Fosse
- Passage Bir Hakeim
- Rue Bir Hakeim
- Rue de Bitche
- Rue Bizet
- Allée Blaise Cendrars
- Impasse Blanbaton
- Impasse Blanche
- Rue Blasco Ibanez
- Rue des Bleuets
- Rue du Bocage
- Ruelle du Bocage
- Rue Boieldieu
- Rue Boileau
- Rue du Bois
- Avenue du Bois de Bleville
- Avenue du Bois au Coq
- Rue du Bois au Coq
- Escalier du Bois Cody
- Rue du Bois Cody
- Rue Boissy d'Anglas
- Rue du Bon Air
- Rue Bonne Santé
- Rue Bonnivet
- Rue Bonvoisin
- Allée de la Borde
- Impasse Borely
- Rue Boris Vian
- Rue Borodine
- Rue Bossière
- Rue Bossuet
- Passage Bottineau
- Quai Bougainville
- Rue Bougainville
- Sente Boulard
- Rue Boulard
- Allée des Bouleaux
- Impasse Bourdaloue
- Rue Bourdaloue
- Rue de la Bourdonnais
- Escalier du Bourgage
- Palais de la Bourse
- Impasse Boussard
- Rue Boussard
- Rue de La Bouteillerie
- Impasse Brea
- Route de La Breque
- Quai du Brésil
- Impasse de Bretagne
- Rue de Bretagne
- Impasse Bretteville
- Impasse Brillat Savarin
- Impasse des Brindes
- Rue des Brindes
- Rue des Briquetiers
- Impasse Broca
- Rue de Bruneval
- Rue des Bruyères
- Impasse Bucaille
- Rue Buffon

- Haut – A
- B
- C
- D
- E
- F
- G
- H
- I
- J
- K
- L
- M
- N
- O
- P
- Q
- R
- S
- T
- U
- V
- W
- X
- Y
- Z

## C
- Sente Cabaret du Bois
- Allée de la Câblerie
- Quai de Cadix
- Rue de Caen
- Place Caillard
- Rue de Caligny
- Rue Cambronne
- Rue des Camélias
- Rue Camelinat
- Quai du Cameroun
- Rue Camille Desmoulins
- Rue Camille Flammarion
- Rue Camille Pelletan
- Allée Camille Pissarro
- Rue Camille Saint Saens
- Avenue du Canada
- Rue des Canadiens
- Route du Canal Bossière
- Impasse Canu
- Lieu dit La Capitainerie
- Rue du Capuchet
- Rue Carpeaux
- Quai Casimir Delavigne
- Rue Casimir Delavigne
- Rue Casimir Perier
- Rue Cassard
- Rue Cassini
- Rue Catinat
- Rue Cauchoise
- Rue de la Cavée Haize
- Impasse de la Cavée Verte
- Rue de la Cavée Verte
- Rue Cavelier de la Salle
- Rue des Cèdres
- Rue Céline Lhotte
- Rue des Cerisiers
- Rue Césaire Oursel
- Rue César Franck
- Rue des Chalets
- Rue Champlain
- Impasse Champollion
- Avenue des Champs Barets
- Rue des Chantiers
- Allée de Chantilly
- Passage Chapelle
- Rue Chaptal
- Rue Chardin
- Rue des Chargeurs Reunis
- Rue Charlemagne
- Rue Charles Auguste Marande
- Rue Charles Cros
- Impasse Charles Delescluze
- Rue Charles Delescluze
- Rue Charles Floquet
- Rue Charles Gaudu
- Rue Charles Gounod
- Place Charles Humbert
- Rue Charles Laffitte
- Rue Charles Lhuillier
- Rue Charles Martin
- Rue Charles Péguy
- Impasse Charles Perrault
- Rue Charles Porta
- Rue Charles Romme
- Allée Charles Victoire
- Rue Charles Victoire
- Rue Charles Yvray
- Rue des Charmes
- Rue des Châtaigniers
- Rue du Château
- Rue du Château de Carency
- Rue Châteaubriand
- Rue de Châteaudun
- Passage de la Chenaie
- Rue des Chênes
- Rue de Cherbourg
- Rue Cherubini
- Rue Chevalier
- Impasse des Chevrefeuilles
- Rue Chevreul
- Place du Chillou
- Rue du Chillou
- Rue Chopin
- Impasse Chouquet
- Rue Chouquet
- Rue Christian Fily
- Avenue Christophe Colomb
- Rue des Chrysanthèmes
- Allée des Cigales
- Rue du Cimetière
- Bassin de la Citadelle
- Rue de la Cité Havraise
- Rue de la Cité des Polonais
- Rue Clairaut
- Chemin de la Clairière
- Rue Claude Bernard
- Rue Claude Bunge
- Rue Claude Debussy
- Rue Claude Gaignoux
- Rue Claude Lefevre
- Rue Claude Levi Strauss
- Escalier Claude Lorrain
- Rue Claude Monet
- Sente Claude Terrasse
- Boulevard Clemenceau
- Impasse Clément Ader
- Rue Clément Marical
- Rue Clément Marot
- Allée du Clos Fleuri
- Rue du Clos du Puits
- Rue Clovis
- Allée des Coccinelles
- Rue Cochet
- Résidence Cochet
- Rue du Coin Fleuri
- Quai Colbert
- Rue Colette
- Impasse des Colibris
- Rue Collard
- Rue de Colmar
- Quai de la Colombie
- Rue Colonel Fabien
- Impasse de la Comète
- Rue Commandant Abadie
- Rue Commandant Bicheray
- Rue du Commandant Chef d'Hôtel
- Rond-Point du Commandant Driant
- Cours Commandant Fratacci
- Rue Commandant l'Herminier
- Place de la Commune
- Impasse de Condé
- Rue de Condé
- Rue des Combattants
- Rue de la Commune
- Rue de la Concorde
- Rue Condorcet
- Rue de Constantine
- Rue Constant Simenel
- Rue Conti
- Rue de la Convention
- Rue Copernic
- Impasse Coquelin Ainé
- Passage Coquelin Ainé
- Rue Coquelin Ainé
- Rue Corot
- Impasse du Corridor
- Rue du Corridor
- Impasse Cosette
- Rue de la Cote Brulée
- Escalier de la Cote Morisse
- Rue de la Cote Varin
- Impasse de la Côte Verte
- Rue de la Cote Verte
- Impasse Coty
- Impasse des Coucous
- Rue des Coudriers
- Rue Courtenvaux
- Rue Coypel
- Rue Crillon
- Passage de la Crimée
- Rue de la Crique
- Rue de la Croix Blanche
- Rue de Cronstadt
- Impasse Cuvier
- Place Cuvier
- Rue Cuvier
- Rue des Cygnes
- Allée des Cyprès

- Haut – A
- B
- C
- D
- E
- F
- G
- H
- I
- J
- K
- L
- M
- N
- O
- P
- Q
- R
- S
- T
- U
- V
- W
- X
- Y
- Z

## D
- Impasse Dagobert
- Rue Daguerre
- Avenue des Dahlias
- Avenue Dal Piaz
- Place Danton
- Sente Darcet
- Rue Darwin
- Impasse Daubenton
- Rue Daubrée
- Allée Daumier
- Rue Dauphine
- Rue David d'Angers
- Passage Davy
- Rue de Deauville
- Escalier de la Défense Passive
- Impasse Défense Passive
- Sente Degas
- Impasse Degenetais
- Rue Demidoff
- Rue Denfert Rochereau
- Rue Denis Cordonnier
- Rue Denis Papin
- Allée Derivaux
- Rue Dero
- Rue Descartes
- Sente Deschamps
- Rue Deschamps
- Impasse Desgrippes
- Place Désiré Rebeuf
- Impasse Desmallières
- Rue Desmallières
- Rue Desmarais
- Rue Desrame
- Rue Dian Fossey
- Impasse Dickens
- Rue Dicquemare
- Impasse Dickmans
- Rue Diderot
- Allée Didier Daurat
- Rue de Dieppe
- Passage Dieppedalle
- Allée Dieudonné Costes
- Rue des Dockers
- Rue du Docteur Abramovitsch
- Impasse Docteur Babault
- Rue Docteur Babault
- Rue Docteur Baudouin
- Rue Docteur Belot
- Rue du Docteur de Boissière
- Rue du Docteur Brouardel
- Rue du Docteur Calmette
- Rue du Docteur Charles Richet
- Rue du Docteur Coty
- Rue Docteur Cousture
- Rue du Docteur Dubois
- Rue du Docteur Dufour
- Rue du Docteur Fauvel
- Rue Docteur Georges
- Rue Docteur Gibert
- Rue du Docteur Lamaze
- Rue Docteur le Nouene
- Rue Docteur Lecadre
- Place du Docteur Levesque
- Rue du Docteur Loir
- Rue du Docteur Maire
- Rue du Docteur O Reilly
- Rue Docteur Pareur
- Rue Docteur Piasceki
- Rue Docteur Postel
- Rue du Docteur Richard
- Rue du Docteur Roux
- Rue du Docteur Soret
- Rue Docteur Suriray
- Rue du Docteur Vanier
- Rue du Docteur Velpeau
- Rue Docteur Vigne
- Avenue de Dollemard
- Rue Dombasle
- Rue de Douaumont
- Passage Doutreleau
- Rue du Drapeau
- Rue des Drapiers
- Rue Dubocage de Bleville
- Passage Dubois
- Impasse Dufau
- Passage Duflo
- Rue Duguay Trouin
- Rue Dulong
- Rue Dume d'Aplemont
- Rue Dumont d'Urville
- Rue Dupleix
- Impasse Duplessy
- Rue Dupuytren
- Impasse Duquesne
- Rue Durecu

- Haut – A
- B
- C
- D
- E
- F
- G
- H
- I
- J
- K
- L
- M
- N
- O
- P
- Q
- R
- S
- T
- U
- V
- W
- X
- Y
- Z

## E
- Rue des Écoles
- Chemin des Écoliers
- Rue Edgar Poulet
- Rue Edgar Quinet
- Impasse Edison
- Rue Édith Piaf
- Rue Edmond About
- Rue Edmond Boullanger
- Rue Edmond Casaux
- Passage Edmond Maillard
- Rue Edmond Meyer
- Rue Edmond Morin
- Rue Edmond Parisse
- Impasse Edmond Rostand
- Rue Edmond Rostand
- Rue Édouard Branly
- Rue Édouard Corbière
- Rue Édouard Herriot
- Rue Édouard Lang
- Rue Édouard Larue
- Rue Édouard Manet
- Rue Édouard Vaillant
- Rue d'Edreville
- Rue Edward Grieg
- Rue Edward White
- Rue des Églantiers
- Rue de l'Église
- Passage Eichoff
- Impasse Eiffel
- Rue Einstein
- Rue Élisée Reclus
- Passage de l'Élysée
- Rue Elsa Triolet
- Rue des Embruns
- Allée Émile Aubry
- Rue Émile Aubry
- Impasse Émile Augier
- Rue Émile Combes
- Avenue Émile Dupont
- Rue Émile Encontre
- Rue Émile Littré
- Rue Émile Renouf
- Rue Émile Sicre
- Rue Émile Zola
- Rue Emmanuel Chabrier
- Passage de l'Épargne
- Rue de l'Épargne
- Rue d'Epernon
- Plateau d'Epremesnil
- Rue d'Epremesnil
- Rue des Érables
- Rue Erckmann Chatrian
- Quai Éric Tabarly
- Allée Erik Satie
- Impasse Ernest Chausson
- Rue Ernest Derrien
- Sente Ernest Lavisse
- Rue Ernest Renan
- Rue Escarpée
- Quai de l'Escaut
- Impasse de l'Espérance
- Passage des Essarts
- Rue d'Estienne d'Orves
- Rue d'Estimauville
- Route de l'Estuaire
- Impasse des Étangs
- Rue Étienne Dolet
- Rue Étienne Mehul
- Allée Étienne Peau
- Rue des Etoupières
- Rue d'Etretat
- Impasse Eugène
- Rue Eugène Boudin
- Rue Eugène Delacroix
- Rue Eugène Duromea
- Rue Eugène Friot
- Rue Eugène Gas
- Impasse Eugène Godefroy
- Allée Eugène Labiche
- Rue Eugène Landoas
- Rue Eugène Mopin
- Rue Eugène Pottier
- Rue Eugène Sue
- Rue Eugène Thepot
- Impasse Eugène Varlin
- Rue Eugène Varlin
- Rue Eugénie Cotton
- Pont de l'Eure
- Esplanade de l'Europe
- Quai de l'Europe
- Rue Évelyne Dubure
- Place des Expositions

- Haut – A
- B
- C
- D
- E
- F
- G
- H
- I
- J
- K
- L
- M
- N
- O
- P
- Q
- R
- S
- T
- U
- V
- W
- X
- Y
- Z

## F
- Rue Fabre d'Eglantine
- Rue Falguiere
- Rue Fantine
- Rue Faraday
- Place Faride
- Impasse des Fauvettes
- Allée de Fécamp
- Rue Félicien David
- Allée Félix Éboué
- Parc Félix Faure
- Rue Félix Faure
- Rue Félix Santallier
- Passage Fénelon
- Rue Fénelon
- Rue Ferdinand Brunetière
- Rue Ferdinand de Lesseps
- Impasse de la Ferme Boutillier
- Rue de la Ferme Boutillier
- Chemin de la Ferme Le Gallais
- Rue Fernand Chatel
- Rue Fernand Léger
- Impasse Fernand Manouvrier
- Impasse Féron
- Passage Ferrand
- Rue Ferrer
- Impasse Filoche
- Rue Flachat
- Impasse des Flamants
- Rue Flandres Dunkerque
- Rue Fléchier
- Rue Fleming
- Rue de Fleurus
- Rue Flore
- Impasse Floréal
- Rue Florian
- Rue Florimont Laurent
- Impasse Florimond Lenoble
- Avenue Foch
- Impasse de la Fonderie
- Rue de Fontaine la Mallet
- Rue Fontenelle
- Rue de Fontenoy
- Allée Forain
- Impasse Forbin
- Rue de la Forêt
- Impasse Forget
- Rue du Fort
- Rue du Fort de Souville
- Rue des Fortins
- Rue Foubert
- Rue Foucault
- Impasse Fougy
- Rue Fourier
- Rue du Foyer Havrais
- Rue Fragonard
- Rue Francis Carco
- Boulevard François 1er
- Rue François Arago
- Rue François Chenel
- Rue François Clouet
- Rue François Couperin
- Allée François Mauriac
- Quai François Mazeline
- Rue François Mazeline
- Rue François Rabelais
- Rue François Rude
- Rue François Touchard
- Rue François Villon
- Rue Françoise Sagan
- Rue Franklin
- Rue Franz Lehar
- Passage Franz Liszt
- Rue Frédéric Bellanger
- Rue Frédéric Mallet
- Rue Frédéric Mistral
- Rue Frédéric Risson
- Rue Frédéric Sauvage
- Rue Frédérick Lemaitre
- Rue des Frênes
- Rue Frère Constance
- Rue des Frères Thorel
- Allée Freycinet
- Impasse Friche
- Avenue de Frileuse
- Quai Frissard
- Rue des Fuchsias
- Rue du Funiculaire
- Rue des Fusains
- Rue des Fusillés

- Haut – A
- B
- C
- D
- E
- F
- G
- H
- I
- J
- K
- L
- M
- N
- O
- P
- Q
- R
- S
- T
- U
- V
- W
- X
- Y
- Z

## G
- Rue Gabriel de Clieu
- Rue Gabriel Faure
- Rue Gabriel Monmert
- Rue Gabriel Monod
- Rue Gabriel Peri
- Rue Gabrielle
- Rue Gabrielle Blondel
- Rue de la Gaieté
- Rue Galilée
- Rue des Galions
- Rue Galvani
- Chaussée des Gares Maritimes
- Rue Garibaldi
- Quai de la Garonne
- Impasse Gaston Carpentier
- Rue Gaston Doumergue
- Passage Gavarni
- Rue Gay Lussac
- Rue des Geais
- Avenue Général Archinard
- Rue du Général Cavaignac
- Rue du Général Chanzy
- Rue du Général de Lasalle
- Rue du Général Desaix
- Rue du Général Dodds
- Rue du Général Faidherbe
- Avenue du Général Ferrié
- Avenue Général de Gaulle
- Place Général de Gaulle
- Rue Général Giraud
- Rue du Général Hoche
- Avenue Général Leclerc
- Rue Général Mangin
- Rue du Général Rouelle
- Rue du Général Sarrail
- Rue des Genets
- Rue des Genévriers
- Sente des Genovefains
- Rue George Sand
- Quai George V
- Allée Georges Allain
- Rue Georges Allain
- Impasse Georges Bernanos
- Rue Georges Bernanos
- Rue Georges Braque
- Rue Georges Brassens
- Rue Georges Courteline
- Rue Georges de Scudery
- Rue Georges Dumont
- Rue Georges Fifre
- Rue Georges Haendel
- Rue Georges Heuillard
- Rue Georges Jacquelin
- Rue Georges Lafaurie
- Rue Georges Lenormand
- Rue Georges Limbour
- Rue Georges Maguin
- Rue Georges Nicolas
- Rue Georges Piat
- Allée Georges Politzer
- Quai Georges Raverat
- Place Georges Vavasseur
- Chaussée Georges Pompidou
- Rue Georges Priem
- Rue Georges Robert Vallée
- Rue Georgette Macdonald
- Rue des Géraniums
- Rue Gérard de Nerval
- Rue Gérard Lautier
- Rue Gérard Morpain
- Avenue Gérard Philipe
- Rue Gericault
- Rue Germaine Coty
- Allée Gilbert Vieillard
- Quai de la Gironde
- Rue des Glaïeuls
- Rue Gluck
- Rue des Glycines
- Place des Gobelins
- Rue des Gobelins
- Passage Godard
- Impasse Goethe
- Impasse Gonneville
- Passage Gosselin
- Impasse Gouville
- Rue Gramme
- Rue Grammont
- Rue Granados
- Rue du Grand Escalier
- Avenue du Grand Hameau
- Rue de Gravelotte
- Boulevard de Graville
- Impasse de la Grenouillère
- Rue Gretry
- Impasse Greuze
- Allée des Grillons
- Rue des Grives
- Rue du Guesclin
- Rue Guillaume Apollinaire
- Rue Guillaume de Marceilles
- Rue Guillaume Le Conquérant
- Quai Guillaume le Testu
- Rue Guillemard
- Rue Guillot Et Dehelly
- Rue Guillou
- Quai de Guinée
- Rue Gustave Brindeau
- Rue Gustave Cazavan
- Rue Gustave Charpentier
- Rue Gustave Dore
- Rue Gustave Flaubert
- Rue Gustave Langlois
- Rue Gustave Lennier
- Rue Gustave Nicolle
- Rue Gustave Serrurier
- Rue Gutenberg
- Rue Guy de Maupassant
- Rue Guy Moquet
- Esplanade Guynemer

- Haut – A
- B
- C
- D
- E
- F
- G
- H
- I
- J
- K
- L
- M
- N
- O
- P
- Q
- R
- S
- T
- U
- V
- W
- X
- Y
- Z

## H
- Rue des Hallates
- Marché des Halles Centrales
- Place des Halles Centrales
- Rue du Hameau Fleuri
- Impasse du Hanail
- Rue Hannes Montlairy
- Impasse Harel
- Rue Haroun Tazieff
- Rue Haudry
- Impasse Hauguel
- Rue Hector Malot
- Rue Hégésippe Agasse
- Impasse Hélène
- Rue Hélène
- Rue Hélène Boucher
- Allée Hemingway
- Rue Henri IV
- Rue Henri Barbusse
- Rue Henri Becquerel
- Rue Henri Belanger
- Rue Henri Beyle
- Rue Henri Cayeux
- Place Henri Chandelier
- Rue Henri Chandelier
- Passage Henri Changeur
- Rue Henri Demaille
- Rue Henri Domergue
- Allée Henri Dunant
- Rue Henri Dunant
- Impasse Henri Duparc
- Rue Henri Fabre
- Allée Henri de France
- Rue Henri Gautier
- Allée Henri Guillaumet
- Passage Henri Huard
- Rue Henri Labay
- Allée Henri Lefevre
- Rue Henri Lefevre
- Rue Henri Lioust
- Rue Henri Martin
- Escalier Henri Matisse
- Rue Henri Matisse
- Impasse Henri Murger
- Rue Henri Nicol
- Rue Henri de Saint Delis
- Rue Henri et Serge Fercocq
- Allée Henri Vaussard
- Passage Henri Vigor
- Rue Henri Vigor
- Allée Henri Wallon
- Rue Henri Wallon
- Avenue Henri Woollett
- Rue Henriette Pesle
- Rue des Hérons
- Rue Henry Desgranges
- Rue Henry Genestal
- Quai Hermann du Pasquier
- Rue de la Hêtraie
- Rue des Hêtres
- Rue de l'Heveder
- Rue Hilaire Colombel
- Rue Hippolyte Fenoux
- Rue des Hirondelles
- Route du Hoc
- Rue du Hoc
- Rue Hoizey
- Rue du Homet
- Quai de Honfleur
- Rue de Honfleur
- Rue Horace Vernet
- Rue des Hortensias
- Place de l'Hôtel de Ville
- Impasse Houdon
- Impasse Houel
- Rue des Houx
- Rue Hubert Latham
- Rue Hugues le Roux

- Haut – A
- B
- C
- D
- E
- F
- G
- H
- I
- J
- K
- L
- M
- N
- O
- P
- Q
- R
- S
- T
- U
- V
- W
- X
- Y
- Z

## I
- Rue d'Iena
- Rue des Ifs
- Rue Igor Stravinsky
- Rue de l'Industrie
- Quai de l'Ile
- Parc d'Ingouville
- Rue d'Ingouville
- Passage Ingres
- Rue Ingres
- Rue Irène Joliot Curie
- Rue des Iris

- Haut – A
- B
- C
- D
- E
- F
- G
- H
- I
- J
- K
- L
- M
- N
- O
- P
- Q
- R
- S
- T
- U
- V
- W
- X
- Y
- Z

## J
- Rue des Jacinthes
- Rue Jacquard
- Impasse Jacqueline
- Rue Jacques Brel
- Rue Jacques Cartier
- Rue Jacques Hamon
- Rue Jacques Louer
- Passage Jacques Mellet
- Rue de la Jambe de Bois
- Place James de Coninck
- Rue des Jardins
- Impasse Javert
- Rue Jean Bart
- Rue Jean Borda
- Impasse Jean Bouin
- Rue Jean Bouise
- Rue Jean Bouvier
- Rue Jean Caurret
- Rue Jean Charcot
- Rue Jean Cocteau
- Rue Jean Dausset
- Rue Jean Delahaye
- Impasse Jean Devilder
- Rue Jean Dubuffet
- Rue Jean Eloy
- Rue Jean François Millet
- Rue Jean Gouget
- Passage Jean Goujon
- Rue Jean Hascoet
- Impasse Jean Hervieux
- Avenue Jean Jaurès
- Rue Jean de La Fontaine
- Impasse Jean Laine
- Rue Jean Laine
- Rue Jean Langlois
- Place Jean Le Brozec
- Rue Jean Lemarcis
- Rue Jean Lurcat
- Rue Jean Mace
- Rue Jean Maltrud
- Rue Jean Marc Nattier
- Place Jean Maridor
- Rue Jean Maridor
- Rue Jean Mermoz
- Rue Jean Monnet
- Rue Jean Moulin
- Rue Jean Paul Sartre
- Rue Jean Perrin
- Allée Jean Prévost
- Quai Jean Reinhart
- Rue Jean Richepin
- Impasse Jean Robinet
- Rue Jean Robinet
- Escalier Jean Valjean
- Allée Jean Vilar
- Rue Jean Walter
- Impasse Jean Weber
- Rue Jean Weber
- Rue Jean Zay
- Rue Jean-Baptiste Boivin
- Rue Jean-Baptiste Clement
- Rue Jean-Baptiste Eyries
- Rue Jean-Jacques Rousseau
- Rue Jean Philippe Neveu
- Rue Jean Philippe Rameau
- Allée Jean Richard Bloch
- Rue Jean-Sébastien Bach
- Rue Jeanne d'Arc
- Passage Jeannette
- Rue Jeannette
- Allée Jehan de Grouchy
- Rue de Jemmapes
- Carrefour Jenner
- Place Jenner
- Rue Jérôme Bellarmato
- Rue Johan Jongkind
- Rue Johann Strauss
- Quai Joannes Couvert
- Chaussée John Kennedy
- Allée de Joliette
- Rue Joseph Clerc
- Rue Joseph Legoff
- Rue Joseph Madec
- Rue Joseph Meras
- Impasse Joseph Morlent
- Rue Joseph Morlent
- Rue Jouffroy d'Abbans
- Rue Jules Ancel
- Rue Jules Avril
- Rue Jules Baliere
- Rue Jules Bourgogne
- Rue Jules Delamare
- Boulevard Jules Durand
- Rue Jules Favre
- Place Jules Ferry
- Rue Jules Guesde
- Rue Jules Janin
- Rue Jules Lecesne
- Impasse Jules Massenet
- Rue Jules Massenet
- Rue Jules Masurier
- Rue Jules Mazarin
- Allée Jules Renard
- Rue Jules Siegfried
- Rue Jules Simon
- Rue Jules Tellier
- Rue Jules Valles
- Rue Jules Verne
- Rue Julie Puaux Siegfried
- Allée Julien
- Rue Juliette Dodu
- Rue de Jumièges
- Rue de Jussieu
- Rue Just Viel

- Haut – A
- B
- C
- D
- E
- F
- G
- H
- I
- J
- K
- L
- M
- N
- O
- P
- Q
- R
- S
- T
- U
- V
- W
- X
- Y
- Z

## K
- Impasse Kepler
- Rue Kleber

- Haut – A
- B
- C
- D
- E
- F
- G
- H
- I
- J
- K
- L
- M
- N
- O
- P
- Q
- R
- S
- T
- U
- V
- W
- X
- Y
- Z

## L
- Rue La Bruyère
- Rue La Pérouse
- Rue Labédoyère
- Rue du Lac
- Rue Lacépéde
- Impasse Lacome
- Passage Lacorne
- Impasse Laennec
- Cours La Fayette
- Rue Lagrange
- Rue de La Laiterie
- Rue Lakanal
- Rue Lalande
- Impasse Lalo
- Chaussée Lamande
- Rue des Lamaneurs
- Rue Lamartine
- Quai Lamblardie
- Rue Lamennais
- Allée des Laminoirs
- Rue Lamoricière
- Rue Lamotte En Santerre
- Rue Lanfant de Metz
- Rue Laplace
- Rue Lapparent
- Rue Lavoisier
- Impasse Le Cam
- Rue Le Notre
- Impasse Lebourvellec
- Impasse Lebrethon
- Rue Lecat
- Escalier Lechiblier
- Cité Leclerc
- Passage Lecocq
- Impasse Lecomte
- Rue Leconte de Lisle
- Passage Lecroisey
- Rue Ledemande
- Rue Ledru Rollin
- Rue Lefevreville
- Escalier Lefort
- Impasse Lefort
- Escalier Legrand
- Passage Legrand
- Rue Lemaire Et Grandet
- Rue Lemaistre
- Passage Lemaitre
- Rue Lemonnier
- Boulevard de Leningrad
- Passage Lenormand
- Rue Léo Delibes
- Avenue Léo Lagrange
- Rue Léon Buquet
- Place Léon Carlier
- Rue Léon Cassadour
- Rue Léon Duplessy
- Rue Léon Gautier
- Rue Léon Hallaure
- Rue Léon Lioust
- Place Léon Meyer
- Rue Léon Molon
- Rue Léon Morane
- Allée Léon Moussinac
- Rue Léon Peulevey
- Rue Léon Rousselin
- Rue Léon Tolstoi
- Rue Léonard de Vinci
- Rue Léontine
- Rue Leroy
- Rue Lestorey de Boulongne
- Rue Lesueur
- Rue Leverrier
- Impasse Liard
- Allée des Libellules
- Rue de la Libération
- Place de la Liberté
- Rue Lieutenant Clerivet
- Rue Lieutenant Èvelin
- Rue de Liège
- Passage Lignerolles
- Rue des Lilas
- Rue Linne
- Rue Lionel-Affagard
- Rue Lionel Jouet
- Impasse Lionnet
- Rue Lionnet
- Quai de Lisbonne
- Rue des Liserons
- Parc Lissagaray
- Rue Livingstone
- Allée des Lodges
- Rue de Lodi
- Rue de la Loire
- Rue des Londes
- Avenue de Longchamp
- Impasse Lord Byron
- Rue Lord Kitchener
- Rue Louis Bachelier
- Rue Louis Blanc
- Rue Louis Blériot
- Rue Louis Braille
- Rue Louis Brindeau
- Rue Louis Delamare
- Rue Louis Duhen
- Rue Louis Eudier
- Rue Louis Ganne
- Rue Louis Guest
- Impasse Louis Herold
- Rue Louis Jomier
- Impasse Louis Le Flem
- Rue Louis Le Flem
- Impasse Louis Lecene
- Rue Louis Leprévost
- Rue Louis Levasseur
- Rue Louis Lo Basso
- Rue Louis Lumière
- Allée Louis Pergaud
- Rue Louis Philippe
- Rue Louis Richard
- Rue Louis Siefridt
- Allée Louise Labbe
- Allée Louise Michel
- Rue Louise Michel
- Quai de la Louisiane
- Rue Luc Ottavi
- Passage Luce
- Rue Lucie Delarue Mardrus
- Avenue Lucien Corbeaux
- Passage Lucien Levy
- Rue Lucien Levy
- Rue Lucien Osmont
- Allée Lucien Sampaix
- Rue Ludovic Halevy
- Sente Lully
- Cité Lunel
- Impasse de la Lyre

- Haut – A
- B
- C
- D
- E
- F
- G
- H
- I
- J
- K
- L
- M
- N
- O
- P
- Q
- R
- S
- T
- U
- V
- W
- X
- Y
- Z

## M
- Rue Mac Orlan
- Chaussée de Madagascar
- Rue Madame de la Fayette
- Rue Madame de Sévigné
- Rue Madame Récamier
- Rue des Magasins Généraux
- Rue Magellan
- Rue Magenta
- Allée des Magnolias
- Rue de la Mailleraye
- Quai de Malakoff
- Rue Malherbe
- Rue Mallet de Graville
- Rue du Mans
- Rue Mansard
- Route des Marais
- Rue Marais
- Rue Marc Bloch
- Rue Marceau
- Rue Marceau Flandre
- Rue Marceau Prolongée
- Passage Marcel Royer
- Rue Marcel Cachin
- Rue Marcel Ducarteron
- Rue Marcel Duteurtre
- Impasse Marcel Franchemiche
- Rue Marcel Ginouvier
- Rue Marcel Nouet
- Rue Marcel Paul
- Impasse Marcel Pesson
- Rue Marcel Proust
- Rue Marcel Rougeault
- Rue Marcel Royer
- Rue Marcel Toulouzan
- Rue Marcelin
- Rue des Marches
- Impasse Marconi
- Rue Marconi
- Place de la Mare au Clerc
- Rue Maréchal Gallieni
- Rue Maréchal Joffre
- Rue du Maréchal de Lattre de Tassigny
- Rue du Maréchal Lyautey
- Rue Marguerite Yourcenar
- Rue Marie le Masson
- Passage Marie Legoff
- Rue Marie Legoff
- Rue Marie Louise
- Quai de la Marine
- Rue Marius Grout
- Rue Marmiesse
- Quai de la Marne
- Rue de la Marne
- Rue des Marronniers
- Impasse des Martinets
- Passage de la Martinique
- Allée Martin Luther King
- Quai de la Martinique
- Place des Martyrs
- Rue des Martyrs
- Rue Maryse Bastié
- Rue Massena
- Impasse Massieu de Clerval
- Rue Massieu de Clerval
- Rue Massillon
- Allée Maurice Bellonte
- Impasse Maurice Blard
- Place Maurice Blard
- Rue Maurice Blard
- Rue Maurice Bouchor
- Rue Maurice Cosnier
- Rue Maurice Donnay
- Rue Maurice Genevoix
- Rue Maurice le Bris
- Rue Maurice Leblanc
- Avenue Maurice Pimont
- Passage Maurice Poret
- Rue Maurice Ravel
- Allée Maurice Tronelle
- Rue Maurice Tronelle
- Rue Maurice Utrillo
- Rue Maurice Vernichon
- Rue Maxime Gorki
- Allée Max Jacob
- Rue Maximilien de Robespierre
- Impasse Maze
- Rue Mechain
- Place Médéric Chauvin
- Rue Mercator
- Rue des Merisiers
- Rue des Mésanges
- Rue de Metz
- Quai de la Meuse
- Rue de Mexico
- Rue Michel Ange
- Rue Michel Delaroche
- Rue Michel Dubosc
- Quai Michel Fere
- Rue Michel Gautier
- Rue Michel Gentil
- Impasse Michel Lagrange
- Rue Michel Lagrange
- Rue Michel Lecroq
- Rue Michel Yvon
- Rue Michelet
- Rue Micheline Ostermeyer
- Rue de Mieulle
- Rue Miroglio
- Rue Mogador
- Impasse des Moineaux
- Route du Mole Central
- Allée de Monaco
- Rue Monge
- Impasse Montgolfier
- Rue Montaigne
- Parc Montcalm
- Rue Montesquieu
- Allée du Mont Gaillard
- Place du Mont Gaillard
- Foret de Montgeon
- Rue de Montgeon
- Avenue du Mont Gaillard
- Rue du Mont Joly
- Avenue du Mont Lecomte
- Rue de Montlhéry
- Passage de Montmirail
- Rue de Montmirail
- Escalier Montmorency
- Rue de Montmorency
- Rue de Montréal
- Rue Montyon
- Impasse Morisset
- Chaussée de la Moselle
- Rue des Moteaux
- Rue des Mouettes
- Rue Mougeot
- Rue des Moulins
- Rue Moussorgski
- Rue Mozart
- Rue de Mulhouse
- Impasse de la Mutualité
- Rue des Myosotis
- Allée Myriam

- Haut – A
- B
- C
- D
- E
- F
- G
- H
- I
- J
- K
- L
- M
- N
- O
- P
- Q
- R
- S
- T
- U
- V
- W
- X
- Y
- Z

## N
- Rue de Nancy
- Rue Narcisse Derouvois
- Rue Necker
- Rue des Neiges
- Rue de Neustrie
- Rue Newton
- Avenue Nicolas II
- Rue Nicolas Poussin
- Impasse Niepce
- Rue des Noisetiers
- Rue de Normandie
- Quai de Norvège
- Quai Notre Dame
- Rue Nungesser Et Coli

- Haut – A
- B
- C
- D
- E
- F
- G
- H
- I
- J
- K
- L
- M
- N
- O
- P
- Q
- R
- S
- T
- U
- V
- W
- X
- Y
- Z

## O
- Darse de l'Océan
- Rue Octave Cremazie
- Rue Octave Feuillet
- Route d'Octeville
- Rue des illets
- Impasse Offenbach
- Rue Olivier Metra
- Escalier Olivier Senn
- Allée de l'Ormaie
- Impasse des Ormeaux
- Escalier des Ormeaux
- Rue des Ormeaux
- Rue des Ormes
- Rue des Orphelines
- Espace Oscar Niemeyer
- Rue Othon Friesz
- Impasse de l'Ouest

- Haut – A
- B
- C
- D
- E
- F
- G
- H
- I
- J
- K
- L
- M
- N
- O
- P
- Q
- R
- S
- T
- U
- V
- W
- X
- Y
- Z

## P
- Rue Pablo Neruda
- Avenue Pablo Picasso
- Allée Paillette
- Rue de la Paix
- Impasse des Palmiers
- Rue des Palmiers
- Chemin des Palfreniers
- Impasse des Paons
- Rue des Paons
- Allée des Papillons
- Rue des Pâquerettes
- Escalier du Paradis
- Allée du Parc de la Forêt
- Rue de Pardieu
- Rue de Paris
- Rue Parmentier
- Rue Pascal
- Rue Pasteur
- Avenue Paul Bert
- Rue Paul Bouchez
- Rue Paul Cézanne
- Rue Paul Claudel
- Rue Paul Delmet
- Rue Paul Doumer
- Rue Paul Dukas
- Rue Paul Éluard
- Rue Paul Émile Victor
- Rue Paul Gauguin
- Rue Paul Gerling
- Rue Paul Langevin
- Rue Paul Louis Courier
- Rue Paul Lucas
- Rue Paul Marion
- Rue Paul Painlevé
- Rue Paul Souday
- Rue Paul Vaillant Couturier
- Avenue Paul Verlaine
- Rue Paul Veronese
- Rue Pauline Kergomard
- Impasse des Pavillons
- Rue des Pensées
- Rue de la Pépinière
- Rue Percanville
- Allée de la Perche
- Impasse des Perdrix
- Place Père Arson
- Rue du Père Flavigny
- Rue Père Sautreuil
- Rue Perrault
- Rue du Perrey
- Rue de la Persévérance
- Passage Petion
- Rue du Petit Croissant
- Rue du Petit Escalier
- Rue des Peupliers
- Rue Philbert Soulais
- Rue Philibert Delorme
- Rue Philippe Barrey
- Rue Philippe Lebon
- Impasse des Pics Verts
- Rue Pierre Benoit
- Rue Pierre Brossolette
- Quai Pierre Callet
- Rue Pierre Clostermann
- Rue Pierre Cottard
- Allée Pierre de Coubertin
- Impasse Pierre de Coubertin
- Place Pierre Courant
- Avenue Pierre Courtade
- Rue Pierre Curie
- Rue Pierre Degeorges
- Rue Pierre Degeyter
- Impasse Pierre Dumont
- Rue Pierre Dumont
- Rue Pierre Farcis
- Rue Pierre Faure
- Rue Pierre Guillaume Petit
- Rue Pierre Guinard
- Passage Pierre Kerdyk
- Rue Pierre Kerdyk
- Rue Pierre Lepeuch
- Impasse Pierre Lescot
- Rue Pierre Letourneur
- Rue Pierre Lion
- Rue Pierre Loti
- Rue Pierre Mendès France
- Rue Pierre Morgan
- Place Pierre Naze
- Rue Pierre Sémard
- Rue Pierre Ternon
- Rue Pierre Voisin
- Impasse des Pies
- Allée Pigny
- Rue Pilâtre de Rozier
- Rue Pingre
- Impasse des Pinsons
- Rue de la Plaine
- Rue des Platanes
- Rue du Plateau
- Rue Platon
- Rue du Plein Air
- Rue de Plessis de Roye
- Rue des Poilus
- Route de la Pointe du Hoc
- Rue des Poiriers
- Avenue de la Pommeraie
- Rue des Pommiers
- Allée Pont Durand
- Rue du Pont Tinel
- Rue du Pont V
- Rue du Pont VI
- Route du Pont VII
- Rue du Pont VII
- Rue des Ponts
- Rue Pouyer
- Rue de la Prairie
- Rue du Pré Catelan
- Rue des Prés Colombel
- Rue Président Wilson
- Rue de Pressensé
- Impasse Prieur
- Rue du Prieuré
- Rue de Prony
- Rue Prosper Mérimée
- Rue des Protestants
- Rue de Provence
- Rue des Pruniers
- Sente Puvis de Chavannes

- Haut – A
- B
- C
- D
- E
- F
- G
- H
- I
- J
- K
- L
- M
- N
- O
- P
- Q
- R
- S
- T
- U
- V
- W
- X
- Y
- Z

## Q
- Rue du Quartier Neuf
- Rue du Québec
- Chemin du Quesne
- Allée de La Quesnee
- Pont Quinette de Rochemont

- Haut – A
- B
- C
- D
- E
- F
- G
- H
- I
- J
- K
- L
- M
- N
- O
- P
- Q
- R
- S
- T
- U
- V
- W
- X
- Y
- Z

## R
- Rue Rachel-Carson
- Rue Racine
- Rue des Raffineries
- Rue Raoul Ancel
- Rue Raoul Dufy
- Rue Raphaël
- Rue Raspail
- Passage Raymond Desmoulins
- Rue Raymond Guenot
- Rue Raymond Lecourt
- Place Raymond Poincaré
- Rue Raymond Pitet
- Place Raymond Queneau
- Impasse Real
- Avenue de Réaumur
- Place de Réaumur
- Rue Regnard
- Rue de Reims
- Rue Reine Berthe
- Rue Reine Mathilde
- Sente Remi Marage
- Rue Remicourt
- Rue des Remparts
- Rue de la Renaissance
- Quai Renaud
- Impasse René
- Rue René Babeau
- Rue René Baheux
- Rue René Bazille
- Rue René Brunel
- Rue René Cance
- Avenue René Coty
- Avenue René Dehayes
- Rue René-Duvauchelle
- Rue René Gandon
- Rue René le Bian
- Rue René Motin
- Rue René Perrochon
- Passage Renoir
- Cours de la République
- Rue des Réservoirs
- Avenue de la Résistance
- Quai de la Réunion
- Rue Reyer
- Rue Reynaldo Hahn
- Rue Reynold Arnould
- Quai du Rhin
- Rue Rhin et Danube
- Impasse Ribera
- Rue Richelieu
- Rue Rimsky Korsakov
- Rue de Rivoli
- Allée Robert
- Passage Robert Certain
- Allée Robert Desnos
- Rue Robert Fulton
- Rue Robert Le Diable
- Allée Robert Mignot
- Rue Robert Monguillon
- Rue Robert Planquette
- Place Robert Schuman
- Rue Robert Surcouf
- Rue Robert de La Villeherve
- Allée Rodin
- Rue Rodin
- Impasse Roger Duval
- Rue Roger Duval
- Rue Roger Mayer
- Quai Roger Meunier
- Impasse Roger Salengro
- Rue Roger Salengro
- Rue Roland Dorgeles
- Rue Roland Garros
- Impasse Roland Simon
- Rue Rollon
- Rue Romain Despres
- Rue Romain Rolland
- Impasse Ronsard
- Rue Rosambo
- Rue de la Roseraie
- Rue des Roses
- Rue des Rossignols
- Impasse Rossini
- Rue de Roubaix
- Rue de Rouelles
- Impasse des Rouges-Gorges
- Avenue Rouget de Lisle
- Passage Rubens
- Passage Ruhmkorff
- Chemin Rural 12
- Chemin Rural 13
- Chemin Rural 17
- Chemin Rural 18
- Chemin Rural 44
- Chemin Rural 45
- Chemin Rural 47

- Haut – A
- B
- C
- D
- E
- F
- G
- H
- I
- J
- K
- L
- M
- N
- O
- P
- Q
- R
- S
- T
- U
- V
- W
- X
- Y
- Z

## S
- Rue Sadi Carnot
- Rue de Saint Aignan
- Allée de Saint Cloud
- Place Saint François
- Rue Saint Hubert
- Rue Saint Jacques
- Impasse Saint Julien
- Rue Saint Just
- Rue Saint Laurent
- Allée Saint Léonard
- Rue Saint Louis
- Rue Saint Martin
- Impasse Saint Michel
- Parvis Saint Michel
- Rue Saint Michel
- Rue Saint Nicolas
- Rue de Saint Quentin
- Rue Saint Simon
- Impasse Saint Thibault
- Rue Saint Victor
- Place Saint Vincent de Paul
- Rue de Saint Wandrille
- Rue de Sainte Adresse
- Impasse Sainte Anne
- Rue Sainte Beuve
- Place Sainte Catherine
- Passage Sainte Hélène
- Rue Salvador Allende
- Rue Sambre Et Meuse
- Rue Samson
- Quai de la Saône
- Rue des Sapins
- Rue Sarah Bernhardt
- Impasse Sarde
- Rue des Saules
- Rue des Sauveteurs
- Impasse Savorgnan de Brazza
- Impasse Scarron
- Rue Schubert
- Rue Scribe
- Rue de la Seine Maritime
- Impasse Semeux
- Rue du Sergent Bories
- Rue du Sergent Goubin
- Rue du Sergent Pommier
- Rue du Sergent Raoulx
- Allée de la Serverie
- Chemin de la Serverie
- Rue Sery
- Rue Shakespeare
- Rue Socrate
- Rue des Sœurs
- Rue de Soissons
- Rue du Soleil Levant
- Rue de Solférino
- Rue de la Solidarité
- Rue de Soquence
- Rue des Sorbiers
- Rue de Souchez
- Allée de la Source Royale
- Chemin des Sources
- Rue de la Sous Bretonne
- Quai de Southampton
- Impasse des Sports
- Rue des Sports
- Impasse de Staël
- Rue Steinlen
- Passage Stendhal
- Rue Stendhal
- Rue Stéphane Mallarmé
- Rue Stephenson
- Boulevard de Strasbourg
- Rue Suffren
- Impasse Suger
- Rue Sully
- Rue des Sureaux
- Impasse Suvigny
- Rue des Sycomores

- Haut – A
- B
- C
- D
- E
- F
- G
- H
- I
- J
- K
- L
- M
- N
- O
- P
- Q
- R
- S
- T
- U
- V
- W
- X
- Y
- Z

## T
- Rue Tadhomme
- Rue de Tahure
- Impasse Taine
- Impasse Talma
- Allée des Tamaris
- Rue de Tavannes
- Impasse Ternon
- Impasse Tetrel
- Rue Théodore Botrel
- Rue Théodore de Banville
- Rue Théodore Maillart
- Allée Théodore Monod
- Rue Théodore Nègre
- Rue Théophile Gautier
- Rue Théophraste Renaudot
- Passage Thiebaut
- Place Thiers
- Rue Thieullent
- Rue de Thionville
- Avenue Thire et Bonfait
- Rue des Tilleuls
- Quai du Tonkin
- Allée des Tonneliers
- Rue de Toul
- Rue Toulouse Lautrec
- Escalier de Tourneville
- Rue de Tourneville
- Rue de Tournion
- Rue de la Tour Robinson
- Rue de Tourville
- Rue Toussaint
- Rue Toustain
- Rue de Tous Vents
- Rue du Travail
- Rue Traversière
- Allée des Tréfileries
- Avenue des Tréfileries
- Allée du Tremblay
- Rue des Trembles
- Rue de Trigauville
- Sente de Trigauville
- Rue de la Trinité
- Rue Tristan Bernard
- Impasse Tronchet
- Rue de Trouville
- Rue Trudaine
- Rue des Tulipiers
- Rue Turenne
- Rue Turgot

- Haut – A
- B
- C
- D
- E
- F
- G
- H
- I
- J
- K
- L
- M
- N
- O
- P
- Q
- R
- S
- T
- U
- V
- W
- X
- Y
- Z

## U
- Avenue des Ursulines

- Haut – A
- B
- C
- D
- E
- F
- G
- H
- I
- J
- K
- L
- M
- N
- O
- P
- Q
- R
- S
- T
- U
- V
- W
- X
- Y
- Z

## V
- Impasse Vacquerie
- Rue Valentin Hauy
- Allée du Val Baudry
- Rue du Val Soleil
- Rue de la Vallée
- Rue de Valmy
- Avenue du Val Rainette
- Chemin du Val Rainette
- Avenue du Val aux Corneilles
- Impasse Van Dyck
- Rue Van Gogh
- Avenue Vauban
- Pont Vauban
- Rue Vauquelin
- Impasse Velasquez
- Rue Ventenat
- Allée du Verger
- Bassin Vetillart
- Pont Vetillart
- Rue Verdi
- Rue de Verdun
- Impasse Vicart
- Rue de la Victoire
- Impasse Victor Gourdier
- Rue Victor Hugo
- Avenue Victoria
- Quai Videcoq
- Allée de la Vierge
- Place du Vieux Marché
- Allée du Vieux Moulin
- Impasse Villa Marianne
- Allée de Vincennes
- Rue Vincent d'Indy
- Rue Vincent Scotto
- Cité Violas
- Passage Viollet le Duc
- Rue des Violettes
- Rue Virgil Grissom
- Impasse Vivaldi
- Rue de la Vivandière
- Rue Viviani
- Avenue Vladimir Komarov
- Rue de la Volonté
- Rue Voltaire
- Rue de Vornier
- Impasse Vornière

- Haut – A
- B
- C
- D
- E
- F
- G
- H
- I
- J
- K
- L
- M
- N
- O
- P
- Q
- R
- S
- T
- U
- V
- W
- X
- Y
- Z

## W
- Rue Wagner
- Rue Waldeck Rousseau
- Rue Walter Scott
- Rue Warfusée Abancourt
- Rue de Washington
- Impasse Watteau
- Rue Westinghouse
- Rue William Cargill
- Rue William Turner
- Boulevard Winston Churchill

- Haut – A
- B
- C
- D
- E
- F
- G
- H
- I
- J
- K
- L
- M
- N
- O
- P
- Q
- R
- S
- T
- U
- V
- W
- X
- Y
- Z

## Y
- Rue d'Ypres

- Haut – A
- B
- C
- D
- E
- F
- G
- H
- I
- J
- K
- L
- M
- N
- O
- P
- Q
- R
- S
- T
- U
- V
- W
- X
- Y
- Z

## Z
- Rue Zamenhof
- Rue Zenoble Gaudouin
- Rue de Zurich

- Haut – A
- B
- C
- D
- E
- F
- G
- H
- I
- J
- K
- L
- M
- N
- O
- P
- Q
- R
- S
- T
- U
- V
- W
- X
- Y
- Z